# WHY (goélette)
Le WHY est une goélette construite en 1985. Le bateau a changé deux fois de propriétaires avant d'être utilisé pour l'exploration polaire avec les expéditions Under The Pole. 
La goélette a une coque en aluminium fin longue de 19,50 mètres et large de 5,50 mètres pour la coque, un tirant d'eau de 1,30 mètre à 4,00 mètres et un déplacement de 27 tonnes. Ses cinq cabines lui permettent d’accueillir un équipage de 12 personnes.
Deux expéditions scientifiques ont été menées avec le WHY :
- Under The Pole II, Discovery Greenland : première expédition à bord du WHY durant 21 mois (2014-2015)[3]
- Under The Pole IIII, Twilight Zone : expédition de 2017 à 2020 dans les océans Atlantique, Arctique, Pacifique puis Antarctique[4].